# Хонда
Honda Motor Company (на японски: 本田技研工業株式会社, Honda Giken Kōgyō Kabushiki Kaisha, Хонда) е японски производител на автомобили, камиони, мотоциклети и скутери. Произвежда също автомобили с висока проходимост, плавателни съдове, електрогенератори, корабни двигатели и градинарски машини.
Хонда е шестият по големина производител на автомобили в света и втори в Япония след Toyota, заемайки тази позиция през 2001 г., когато изпреварва Nissan. Също така компанията е най-големият в света производител на мотоциклети, както и на двигатели с вътрешно горене, с производство от над 14 милиона двигатели годишно.

## История на „Honda Motor Co.“
| Години      | Събитие |
| ----------- | --- |
| 1936        | Първото състезание на Соичиро Хонда в „All-Japan Rally“ |
| 1937        | Първата компания на С. Хонда „Tokai Seikai Heavy Industry“ (TSHI) |
| 1942 – 1945 | С. Хонда продава (TSHI) на „Toyota Motor“. |
| 1946        | С. Хонда създава „Honda Technical Research Institute“ (HTRI). |
| 1947        | Излиза първият продукт на С. Хонда – това е двигател с мощност ½ к.с., наречен A-TYPE. |
| 1948        | С. Хонда заедно с Такео Фуджисава основават „Honda Motor Co“ – излиза 90 cm³ B-TYPE. |
| 1949        | На пазара се появява първият мотоциклет на „Honda Motor Co“ D-TYPE, наричан още The Dream, с двутактов двигател. |
| 1951        | Появява се 146 cm³ ”Е-TYPE Dream“, като през октомври същата година производството му достига до 130 броя на ден. |
| 1952        | Произвежда се първото т.нар. CUB (зверче) F-TYPE. Производството му достига 6500 броя на месец, което било 70% от пазара на двуколесно МПС в Япония. |
| 1953        | Излиза моделът J-TYPE BENLY, 90 cm³, едноцилиндров четиритактов мотоциклет с 3-степенна скоростна кутия и мощност от 3,8 к.с. |
| 1954        | Излиза 200 cm³ скутер JUNO. През следващите няколко години „Honda Motor Co“ произвежда различни модификации на моделите The Dream и BENLY. |
| 1957        | „Honda Motor Co“ произведат техния първи двуцилиндров мотоциклет C70 Dream. |
| 1958        | Поставят електрически стартер на С70, като го преименуват на С71. Излиза 250 cm³ модел „С100 Super Cub“. |
| 1959        | Първият продаден мотоциклет на „Honda Motor Co“ в САЩ. През същата година фирмата дебютира и на европейския пазар с представянето в Амстердам на модела „C72 Dream“. Honda racing team“ участва на състезанието „Isle of man TT race“ и взима шесто място при 125 cm³.                                                                                                 |
| 1962        | Излизат концептуалните автомобили „S360“ и „T360“, както и моделът „S500“, който е първият спортен автомобил в Япония. |
| 1963        | За първи път фирмата участва на „Formula 1 Grand Prix“. Поизвеждат се мотоциклетите С77 с 350 cm³ двигател и супер спортният СВ77 с мощност 28,5 к.с. |
| 1964        | Излиза спортният автомобил ”S600 roadster“ и мотоциклетите „С95“ и „СВ160“. |
| 1965        | Хонда записва първата си победа на Formula 1 Grand Prix в Мексико. Излиза моделът СВ450 с 43 к.с., 5-степенна скоростна кутия с максимална скорост от 104 мили в час. Хонда произвежда портативен генератор „Е300“. |
| 1966        | Излиза моделът „N360 mini“ – компактен автомобил с двигател въздушно охлаждане. |
| 1967        | Хонда печели „Formula 1 Grand Prix“ в Италия. Започва производството в новия завод на „Honda Motor Co“ в Судзука. |
| 1968        | Излиза моделът „Н1300“ субкомпактен автомобилен двигател с въздушно охлаждане. Започва производството на по-висок клас мотоциклети „СВ250“ и „СВ350“. |
| 1969        | Дебют на мотоциклета „СВ750“ с 4-цилиндров двигател, дискови спирачки, достигащ скорост 120 мили в час. |
| 1970        | Модифицират се моделите „СВ250“ и „СВ350“. Хонда навлиза в „Off Road“ пазара с мотоциклет за мотокрос „Elsinore“. |
| 1971        | Излиза моделът „500СС“. |
| 1972        | Дебют на модела „Civic“. |
| 1973        | Излиза революционният двигател „CVCC“. Многобройни победи в мотокрос състезанията – повече от 70 титли. Моделът „Civic“ става автомобил на годината. Соичиро Хонда и Такео Фуджисава напускат управлението на „Honda Motor Co“. Неин президент става Киюши Кавашима.                                                                                                   |
| 1974        | Хонда произвеждат извънбордови двигатели за лодки „В75“ и „В45“. |
| 1975        | Появата на модела „GL1000 Gold Wing“. |
| 1976        | Дебют на модела „Accord“ хечбек с три врати и с двигател „CVCC“. |
| 1977        | Появата на двигатели за лодки от серия G100/150/200/300/400. |
| 1978        | Дебют на модела „Prelude“. |
| 1979        | Завръщане в Световния шампионат по мотоциклетизъм. |
| 1980        | Дебют на компактния автомобил „Quint“ (Integra), лимузината „Balade“. Излиза втора генерация на „Civic“ с 3 врати и с двигатели 1300 и 1500 cm³ „CVCC“. |
| 1981        | Дебют на модела „City“. Излиза „Civic sedan“ с 4 врати и с двигател 1500 cm³. |
| 1982        | Появява се „Accord“ втора генерация. |
| 1983        | Хонда се завръща във „Formula 1 Grand Prix“ след 15-годишно прекъсване. Първият поръчков мотоциклет с V-образен двигател „Honda Shadow“. |
| 1984        | Излиза трета генерация на модела „Civic“ и модела „CRX“, ползващ шасито от Сивика, появява се и втора генерация на „Prelude“. |
| 1985        | Победа при 250 cm³ и 500 cm³ класове в Световния шампионат по мотоциклетизъм. |
| 1986        | Излиза трета генерация на „Accord“. Появява се луксозният седан „Legend“ с V-образен 6-цилиндров двигател. |
| 1987        | В модела „Prelude“ се въвежда системата 4WS (Four-wheel Steeling – 4 завиващи колела). Излизат моделите“Accord coupe” и „Legend coupe“. Въвеждане на „AIRBAG“ система. |
| 1988        | Излиза четвърта генерация на „Civic“ и втора генерация на „CRX“. Въвежда се системата (Real-time 4 Wheel Drive) постоянно задвижване на четирите колела в модела „Civic Shuttle“. |
| 1989        | Соичиро Хонда е първият азиатец, включен в американската „Автомобилна зала на славата“ (U.S. Automotive Hall of Fame). Изработен е нов двигател „VTEC“ (Verible Valve Timing and Lift Electronic Control System) – променливо газоразпределение, контролирано чрез софтуер, при което се постигат внушителните 100 к.с. на литър. Двигателят е 1,6-литров със 160 к.с. |
| 1990        | Дебют на новия спортен автомобил „NSX“. Излизат и втора генерация на „Integra“, втора генерация на „Legend“ и четвърта генерация на „Accord“ във варианти (sedan, coupe, aero deck). |
| 1991        | Соичиро Хонда умира на преклонната възраст от 85 години. Дебют на икономичния двигател „VTEC-Е“. |
| 1992        | Излиза пета генерация на модела „Civic“, четвърта генерация на модела „Prelude“. Дебют на модела „CRX Del Sol“; Модифицира се двигателят „VTEC“. Открива се завод във Великобритания. |
| 1993        | Излиза „Civic Coupe“; монтира се двойна „Airbag“ система. Хонда печели Световното състезание за автомобили, захранвани от слънчева енергия (World Solar Challenge) с отбора си „Honda Dream“. |
| 1994        | Хонда влиза в Индикар сериите; Дебют на семейния миниван „Odyssey“; Излиза пета генерация на модела „Accord“ и трета генерация на „Integra“. |
| 1995        | Хонда въвежда първия автомобил със стандарт „LEV“ (Low Emission Vehicle) – ниско емисионен. |
| 1996        | Победи на Хонда в Индикар и „World Solar Challenge“; излиза шеста генерация на „Civic“; Появява се новият поръчков мотоциклет, заимстван от „Gold Wing“ – „Valkyrie“. |
| 1997        | Разработва се „Honda EV PLUS – electric vehicle“ – електромобил; На пазара излизат и моделите „Integra TYPE-R“ и пета генерация на „Prelude“. |
| 1998        | Дебют на високопроходимия модел ”CR-V“. |
| 1999        | „Honda Motor Co“ Inc. празнува своя 50-годишен юбилей; Дебют на модела“HR-V“. Излиза шеста генерация на „Accord“. |
| 2000        | Дебют на спортния модел „S2000“, дебют на хибридния модел „Insight“, както и на хуманоида на Хонда „ASIMO“. |
| 2001        | Излиза седма генерация на „Civic“, както и спортната му версия „Civic TYPE-R“; излиза и „Civic Hybrid“ – комбинация между бензинов и електрически двигатели. |
| 2002        | Модернизира се ”CRV“; дебют на 4-тактов 5-цилиндров мотоциклет RC211V; Излиза седма генерация на „Accord“. |
| 2003        | Дебют на моделите „Element“ и „Pilot“. Хонда произвеждат първия си дизелов двигател „i-CTDi“, който по-късно печели награда за най-добър дизелов двигател; Разработва се и двигател с водородно гориво „FCX“. |
| 2004        | В Европа излиза моделът „Accord“ с двигател „2.2 i-CTDi“, а в САЩ – „Accord Hybrid“. |
| 2005        | Победа в Индикар състезанията; „Civic“печели “Motor Trend car of the Year Award", дебют на „Honda Jet“ – малък самолет HONDA JET. |
| 2006        | Излиза осма генерация на „Civic“, разработва се и автомобил с двигател „FFV-flexible fuel vehicle“, задвижван със 100% етанол. |

## Някои модели на Хонда
- Honda Civic
- Honda Accord
- Honda Prelude
- Honda City
- Honda CR-Z
- Honda Concerto
- Honda Jazz
- Honda Integra
- Honda NSX
- Honda S2000
- Honda Stream
- Honda CR-V
- Honda HR-V

## Стратегия и имидж
Хонда излиза на американския мотоциклетен пазар през 60-те, още като малка компания. Историята на малката фирма – производител, завладяла пазар, вече окупиран от утвърдени марки, е предмет на академични спорове и поражда няколко теории, обясняващи огромния ѝ успех.
Първата теория е поставена през 1975, когато британското правителство възлага на Бостънската Консултантска Група (Boston Colsunting Group, BCG) да проучи причините за срива на британските производители на мотоциклети пред японските конкуренти. Докладът посочва, че японските производители (в това число и Хонда) продават огромно количество продукция, печелят от ефектите на разрастване на производството и изпълняват дългосрочни планове за развитие, докато британските фирми не инвестират достатъчно в развитието на бизнеса си чрез увеличаване на количеството продажби или продуктовата си гама.
Втора теория е развита през 1984 г. от Ричард Паскал (Richard Pascale) след интервю с изпълнителния директор на Хонда относно навлизането им на американския пазар. Противно на първата теория за развитие чрез минимални разходи и големи мащаби на производство, Паскал твърди, че успехът на Хонда е история на „грешни прогнози, инициатива и учене в движение“, т.е. Хонда успява благодарение на адаптивността и упоритата работа на персонала, а не на дългосрочни стратегии. Пример за това са прогнозите за завладяване на пазара на големи мотоциклети над 300 cc – персоналът харесва скутерите, с които се придвижват из базата си в Сан Франциско, и Хонда изоставят тази идея, за да пробият със Supercub.
Най-новото обяснение за успеха на Хонда е на Г. Хамел и К.К. Пралад (Gary Hamel и C.K. Prahalad) от 1987 г. Двамата създават теорията за ключовите предимства на фирмата, като ползват Хонда за модел. Те обясняват как Хонда се възползват в максимална степен от фокуса си в производството на двигатели и задържането им като световен лидер в областта.
Като цяло, навлизането на Хонда в американския пазар на мотоциклети се преподава като пример в много университети по света.
Следващият бурен успех на Хонда на американския пазар е при пикапите. 2006 донесе на фирмата редкия дубъл от награди на списанието Motor Trend с първия си модел Ridgeline, спечелил наградата Truck of the Year и подкрепен от поредното поколение на Civic, който стана Car of the Year.

## Иновации
Хонда има традиция да изпреварва конкурентите си с новости в моторната индустрия. Фирмата произвежда първия ДВГ, който покрива американската наредба Clean Air Act от 1970 г. (CVCC от 1975), първите луксозни японски кола (Legend от 1987) и мотоциклет (Goldwing от 2006, оборудван дори с въздушна възглавница) и първия пикап с независимо окачване на задните колела (Ridgeline от 2006). Ridgeline прави и повторен опит за популяризирането на самоносещите каросерии при пикапите (след Subaru Brat, Volkswagen Rabbit pick-up и Dodge Rampage/Plymouth Scamp).
Фирмата популяризира и системата VTEC за променливо газоразпределение в серийните автомобили.
Хонда използва авангардни технологии и дизайн и в самолетостроенето с първия си самолет HA-420 HondaJet.
Проектът Хонда АСИМО е първият действащ робот, който може да ходи, танцува или води хора.

## Маркетинг
Мотото на фирмата е „Силата на мечтите“ („The Power of Dreams“), но основателят на компанията приживе смяташе, че добрите продукти се продават сами и без реклама. Затова повечето реклами на Хонда са предназначени единствено за британския пазар и добиват популярност извън Обединеното Кралство единствено чрез интернет. Компанията поддържа традиция на нетрадиционни реклами, съответстващи на темповете им на развитие на нови продукти и технологии.
През 2003 г. Хонда пуска рекламата със зъбното колело (The Cog Advertisement) в Кралството и по интернет. За тази реклама инженерите от Хонда ползват частите на един от шестте прототипа на новия Accord, за да построят невероятна система от механизми – рекламата започва с търкалящо се зъбно колело, което задейства сложната система, за да задвижи колата на фона на репликата „Не е ли прекрасно когато нещата просто... работят?“ („Isn't it nice when things just... work?“). Авторите на рекламата изтъкват факта, че не са ползвали компютърна анимация или монтажи и всичко е заснето в един кадър (всъщност два) и 606 дубъла.
През 2004 г. фирмата рекламира новия си дизелов двигател с рекламата „Hate Something“ – закачливо анимационно филмче, което показва усилията на Хонда при разработката на първия си (и изключително успешен) common rail дизелов двигател.
През 2005 г. фирмата излиза с двуминутен клип „The Impossible Dream“, в който героят управлява редица класически превозни средства с марката Хонда – моторите Z50J и Goldwing, автомобилите S2000 и NSX-R, моторна лодка, коли от Формула 1 и дори балон с горещ въздух на фона на песента The Impossible Dream (The Quest) от мюзикъла Човекът от ла Манча.
През 2006 г. Хонда представя осмото поколение на Civic с ТВ реклама, в която хор от 60 души имитират звуци от автомобила при различни условия.
Друга серия от реклами използва богатата история на фирмата в моторните спортове. Хонда може да се похвали със 72 победи във Формула 1, но според критици победите са извоювани от автомобили, конструирани от Lotus, Williams F1 и McLaren F1. Въпреки това от отбора на McLaren F1 твърдят, че Хонда са участвали активно в разработването на шаситата. Самият Айртон Сена (Ayrton Senna) често изтъкваше ролята, която Хонда са изиграли за трите му шампионски титли и почитта си към основателя на фирмата и президента ѝ.
Другата реклама за 2006 г. представя хуманоида ASIMO, който с движения, учудващо наподобяващи човешките, разглежда музейна експозиция, изкачвайки се нагоре като символ на прогрес. Продължение на рекламата е кампанията Hondamentalism от 2007 г. Hondamentalism е философията на инженерите, която ги кара да изстикат максимума от двигател. На сайта на фирмата всеки посетител може да провери колко от качествата на хондаменталист му прилягат.
През 2007 г. Хонда пропагандират и мисълта за околната среда. Различни реклами на фирмата представят ниските емисии на новите им поколения автомобили, а на колите, с които участват във Формула 1 е поставена снимка на Земята, без каквито и да са рекламни надписи. Картината е съставена от миниатюрни надписи на имената на любителите на марката в различни цветове. Всеки може да посети www.myearthdream.com и да обещае да положи старание за опазване на околната среда, в замяна на което името му присъства на състезателната кола за сезон 2007.